# Trebbiano Spoletino
Die Weißweinsorte Trebbiano Spoletino ist eine autochthone Sorte Mittelitaliens und gehört zur großen Familie der Trebbiano-Reben. Ihr Anbau wird in der Provinz Perugia  in der Region Umbrien empfohlen. Im Jahr 1999 wurde eine bestockte Rebfläche von 322 Hektar erhoben.
Die spätreifende Sorte ist wuchsstark und sehr ertragskräftig. Die reinsortigen Weißweine sind von strohgelber bis goldgelber Farbe und einem frischen Aroma. Der Wein findet reinsortig oder im Verschnitt Eingang in den DOC-Wein Assisi.

## Die Familie der Trebbiano-Reben
In der im Jahr 2001 veröffentlichten Studie Genetic studies on Trebbiano and morphologically related varieties by SSR and AFLP markers wurde festgestellt, dass zwischen den vielen Trebbiano-Sorten kaum verwandtschaftliche Bindungen bestehen. Allein morphologisch teilen sich die Sorten ähnliche Merkmale wie die weißlich-gelbe Beerenfarbe, die Größe der Trauben, die späte Reife sowie die starke Wüchsigkeit. Gemäß einer Hypothese von Thomas Hohnerlein-Buchinger aus dem Jahr 1996 stammt der Name nicht von der bei Plinius erwähnten Sorte Trebulanus ab, sondern vom fränkischen Begriff Draibio, der für starke Wüchsigkeit stehe. Karl der Große habe bei der Eroberung des Langobardischen Reiches für eine zügige Neuanlage brachliegender Rebflächen gesorgt und dabei stark wüchsige Sorten empfohlen.
Siehe auch den Artikel Weinbau in Italien sowie die Liste von Rebsorten.